# Öffentlicher Gesundheitsdienst
Der Öffentliche Gesundheitsdienst (ÖGD) ist in Deutschland, Österreich und der Schweiz ein Bereich des jeweiligen Gesundheitswesens. Sein Ziel ist der Schutz der Gesundheit der Bevölkerung (Public Health). Die vielfältigen Aufgaben werden auf lokaler Ebene von den Gesundheitsämtern wahrgenommen. Bereits im 14. Jahrhundert erfolgte eine gesteigerte Pflege des öffentlichen Gesundheitswesens. Als Pionier des modernen öffentlichen Gesundheitswesens gilt der Arzt Johann Peter Frank (1745–1821). Auf internationaler Ebene erfolgte ab etwa 1920 eine Organisation der allgemeinen Hygiene und des öffentlichen Gesundheitswesen in größerem Ausmaß.

## ÖGD in Deutschland

### Behörden

#### Untere Gesundheitsbehörden
- Gesundheitsämter

#### Landesbehörden
- Landesgesundheitsamt Baden-Württemberg (LGA)
- Bayerisches Landesamt für Gesundheit und Lebensmittelsicherheit (LGL)
- Landesamt für Gesundheit und Soziales (LAGeSo) Berlin
- Landesamt für Arbeitsschutz, Verbraucherschutz und Gesundheit (LAVG) Brandenburg
- Behörde für Arbeit, Gesundheit, Soziales, Familie und Integration Hamburg (BAGSFI)
- Hessisches Landesprüfungs- und Untersuchungsamt im Gesundheitswesen (HLPUG)
- Landesamt für Gesundheit und Soziales Mecklenburg-Vorpommern (LAGuS)
- Niedersächsisches Landesgesundheitsamt (NLGA)
- Landeszentrum Gesundheit Nordrhein-Westfalen (LZG.NRW)
- Landesamt für Soziales, Jugend und Versorgung (LSJV) Rheinland-Pfalz und Landesuntersuchungsamt Rheinland-Pfalz (LUA)
- Landesuntersuchungsanstalt Sachsen (LUA)
- Landesamt für Verbraucherschutz Sachsen-Anhalt (LAV)
- Landesamt für soziale Dienste Schleswig-Holstein (LASD) und Landesamt für Gesundheit und Arbeitssicherheit Schleswig-Holstein
- Thüringer Landesamt für Verbraucherschutz (TLV)

#### Bundesoberbehörden
- Bundesministerium für Gesundheit (BMG), oberste Bundesbehörde
- Bundesinstitut für Arzneimittel und Medizinprodukte (BfArM)
- Bundesinstitut für Risikobewertung (BfR)
- Bundeszentrale für gesundheitliche Aufklärung (BZgA)
- Deutsches Institut für Medizinische Dokumentation und Information (DIMDI)
- Paul-Ehrlich-Institut (PEI)
- Robert Koch-Institut (RKI)
- Bundesamt für Verbraucherschutz und Lebensmittelsicherheit (BVL)

### Ausbildung und Forschung

#### Akademien
Für die Aus-, Fort- und Weiterbildung von Beschäftigten des Öffentlichen Gesundheitsdienstes zuständig sind die Akademie für Öffentliches Gesundheitswesen in Düsseldorf sowie die Akademie für Gesundheit und Lebensmittelsicherheit in Schwabach als Teil des Bayerischen Landesamtes für Gesundheit und Lebensmittelsicherheit (LGL). Die Akademie für Gesundheitswesen (gemeinsam mit Gesundheitsämtern), ist beispielsweise in der Ausbildung sozialmedizinischer Assistenten (SMA) eingebunden.
Diese betätigen sich, neben den Bundesämtern sowie den Landesämtern und -untersuchungsämtern, auch an der angewandten Forschung auf diesem Sektor.

#### Hochschulen und Universitäten
Studiengänge mit dem Abschluss Master Public Health werden von zahlreichen Hochschulen und einzelnen Universitäten angeboten. In diesem Rahmen werden auch die spezifischen Aspekte des Öffentlichen Gesundheitsdienstes angesprochen.
Zur Intensivierung der universitären Forschung und Studentenausbildung zum ÖGF wurden in den Jahren 2023 und 2024 an den Universitäten in Köln und Dresden  neue Professorenstellen für Öffentliches Gesundheitswesen bzw. Öffentliche Gesundheit eingerichtet. In beiden Fällen handelt es sich um Brückenprofessuren, die Schnittstellen zwischen Wissenschaft und Praxis im ÖGD, sowohl in Lehre, Weiterbildung und Forschung schaffen sollen.

#### Der Facharzt für Öffentliches Gesundheitswesen
Um nach einem absolvierten Medizinstudium in Deutschland als Facharzt für Öffentliches Gesundheitswesen tätig zu werden, bedarf es einer fünfjährigen Weiterbildungszeit.
Daneben gibt es auch den Fachzahnarzt für Öffentliches Gesundheitswesen.

#### Der Fachapotheker für Öffentliches Gesundheitswesen
Fachapotheker im öffentlichen Gesundheitswesen in Deutschland erfüllen öffentliche Aufgaben auf Bundes- und Landesebene. Zu den Weiterbildungsstätten gehören daher Landesgesundheitsbehörden, Bundesgesundheitsbehörden, Sanitätseinrichtungen der Bundeswehr, Arzneimitteluntersuchungsstellen, die unteren Gesundheitsbehörden oder die Zentralstelle der Länder für den Gesundheitsschutz bei Arzneimitteln. Die Weiterbildung dauert drei Jahre und kann erst nach Erteilung der Approbation begonnen werden. Die Weiterbildung vermittelt verwaltungsrechtliche Kenntnisse, Fertigkeiten zur Überwachung, Rechtskunde und Sozialpharmazie. Inhalte anderer Fachapothekerweiterbildungen (beispielsweise die des Fachapothekers für Arzneimittelinformation) können im Einzelfall angerechnet werden.

## ÖGD in Österreich
Der Öffentliche Gesundheitsdienst bzw. die Öffentliche Gesundheit in Österreich.
Die Behörden und die für sie tätigen medizinischen Sachverständigen (für Untersuchung, Gutachten und Beratung)
in der Öffentlichen Gesundheit in Österreich sind gemäß dem Bundesverfassungsgesetz (B-VG) bzw. gemäß dem Reichssanitätsgesetz, RGBl. Nr. 68/1870 idgF:

### Bundesbehörden
- Bundesminister für Gesundheit und Oberste Sanitätsrat
- Landeshauptmann und Landessanitätsrat

### Landesbehörden
- Landesregierung und Landessanitätsrat
- Bezirksverwaltungsbehörde und Amtsarzt

### Gemeindebehörden
- Bürgermeister und Sprengelarzt

### Oberste Sanitätsrat
Der Oberste Sanitätsrat (OSR) ist ein besonderes Beratungsgremium des Bundesministers für Gesundheit und setzt sich aus ehrenamtlichen Mitgliedern – Experten aus den Bereichen Medizin, Psychologie, Pflege, Wissenschaft, Ärzte- und Apothekerkammer, Sozialversicherung und öffentlicher Gesundheitsdienst – zusammen.
Der OSR bewertet in seinen Empfehlungen grundsätzliche Fragestellungen, z. B. ob und welche Behandlungsmethodik dem „Stand der medizinischen Wissenschaft“ entspricht; welche behördlichen Maßnahmen zur Bekämpfung von epidemischen Krankheiten geeignet sind und im öffentlichen Interesse ergriffen werden sollen; ob und welche Impfungen als öffentliche Impfungen durchgeführt werden sollen, bzw. ob eine Impfpflicht festgesetzt werden soll.

### Landessanitätsrat
Der Landessanitätsrat (LSR) ist ein besonderes Beratungsgremium des Landeshauptmannes bzw. der Landesregierung und setzt sich aus ehrenamtlichen Mitgliedern – Experten aus den Bereichen Medizin, Psychologie, Pflege, Wissenschaft, Ärzte- und Apothekerkammer, Sozialversicherung und öffentlicher Gesundheitsdienst – zusammen. Der LSR bewertet in seinen Empfehlungen medizinische Fragestellungen auf Ebene des Landes, z. B. welche Krankenanstalten bzw. besonderen Versorgungsangebote vorgehalten werden sollen oder welche behördlichen Maßnahmen zur Bekämpfung von epidemischen Krankheiten im Vollzug von Bundes- und Landesgesetzen tatsächlich ergriffen werden sollen.

### Landessanitätsbehörde bzw. Landessanitätsdirektion
Auf Ebene der Bundesländer sind jeweils im Amt der Landesregierung als Dienststellen der Öffentlichen Gesundheit
die Landessanitätsbehörde zur Besorgung von sanitätsrechtlichen Angelegenheiten (Anm.: Bundesgesetze vollzieht der Landeshauptmann; Landesgesetze vollzieht die Landesregierung), sowie die Landessanitätsdirektion zur Besorgung der fachlichen Angelegenheiten im Sanitätswesen eingerichtet:
- Landessanitätsdirektion Oberösterreich
- Landessanitätsdirektion Salzburg
- Landessanitätsdirektion Steiermark
- Landessanitätsdirektion Tirol
- Wiener Landessanitätsdirektion

u. a. m.

### Gesundheitsamt
Die Bezirksverwaltungsbehörde bzw. das Gesundheitsamt bzw. der Amtsarzt hat folgende Aufgaben:
- amtsärztliche Untersuchungen (Führerschein, Geschlechtskrankheiten)
- Öffentliche Impfungen (Schulimpfungen) und Vorsorgemedizin (Reiseimpfungen)
- Sanitäre Aufsicht über Krankenanstalten, Kuranstalten, Apotheken, Bäderhygiene
- Sanitätspolizeiliche Angelegenheiten: Überwachung/Überprüfung
- Meldepflichtige Krankheiten (Epidemien, TBC, Geschlechtskrankheiten, …)
- amtliche Totenbeschau/Obduktion (Leichen- u. Bestattungsgesetz)
- Suchtmittelverkehr, -verwahrung; Suchtgiftmissbrauch; Substitutionsbehandlung (SuchtmittelG, Suchtgift-VO)
- Giftbezugsbewilligung, -lizenz (Chemikaliengesetz, § 42)
- Amtlicher Sachverständiger, medizinischer Gutachter z. B. für Errichtung, Änderung und Erweiterungen von Badeanstalten Baubehörde bei Lehranstalten (Schulen); für Gewerbebehörde

### Sprengelarzt
Der Sprengelarzt besorgt für die Gemeinde als örtliche Gesundheitsbehörde (für den Bürgermeister als örtliche Gesundheitspolizei) die fachlichen Angelegenheiten des öffentlichen Gesundheitsdienstes gemäß der Gemeindeordnung bzw. dem Stadtrecht auf der Grundlage von Bundes- und Landesgesetzen. Mehrere Ortsgemeinden oder ein Gemeindeverband bilden innerhalb eines Bezirkes einen Gesundheitssprengel („Sanitätssprengel“) und beschäftigen dann gemeinsam einen Sprengelarzt. Die Stadt mit eigenem Statut bildet im System der Gesundheitssprengel eine Ausnahme bzw. besorgt die Aufgaben der örtlichen Gesundheitsbehörde im Rahmen der Bezirksverwaltung durch das Gesundheitsamt bzw. den Amtsarzt.
Die Aufgaben der örtlichen Gesundheitsbehörde bzw. des Sprengelarztes sind:
- Sicherstellung jederzeit erreichbarer ärztlicher Hilfe ohne Bedachtnahme auf die Zahlungsfähigkeit.
- Mitwirkung bei Verhütung und Bekämpfung übertragbarer Krankheiten und bei öffentlichen Impfungen.
- Überwachung der sanitären Verhältnisse (Trinkwasser, Abwässer, Badeanlagen, Schulen, Pflegeheime, Kindergarten, …)
- Mitwirkung bei Katastrophen, Umweltschäden u. -Belastungen
- Amtliche Totenbeschau (Leichen-u-Bestattungsgesetz)
- Einweisung psychisch Kranker (Unterbringungsgesetz – UbG, § 197 ÄrzteG)

Qualifikation des Sprengelarztes:
- Arzt für Allgemeinmedizin (Praktischer Arzt)

Die Fachliche Aufsicht (Kontrolle) des Sprengelarztes obliegt der Bezirksverwaltungsbehörde (Amtsarzt).

### Gesundheit Österreich GmbH
Für den Bund und die Bundesländer tätig ist:
- Gesundheit Österreich GmbH (GöG)
- Österreichisches Bundesinstitut im Gesundheitswesen (ÖBIG)

ÖBIG führt im Auftrag des Bundes bzw. der Länder gesundheitsbezogene Forschungsprojekte und Planungen der Gesundheitsversorgung durch, gestaltet themenbezogene Berichte und das Berichtswesen und erstellt Grundlagen für die Steuerung des Gesundheitswesens. ÖBIG führt auch das sog. Widerspruchsregister, wenn jemand der in Österreich grundsätzlich kraft Gesetz erlaubten Entnahme von Organen rechtskräftig widersprechen möchte.

## ÖGD in der Schweiz
In der Schweiz wird der öffentliche Gesundheitsdienst hauptsächlich von den Kantonsärzten getragen und von der Gesundheitsdirektorenkonferenz koordiniert, während das Bundesamt für Gesundheit einzelne Bereiche steuert, wie zum Beispiel die epidemiologische Überwachung der Infektionskrankheiten, die Aufsicht über die Krankenkassen oder die Anforderungen an die ärztliche Ausbildung.